# Ooencyrtus lucens
Ooencyrtus lucens är en stekelart som beskrevs av Huang och John S. Noyes 1994. Ooencyrtus lucens ingår i släktet Ooencyrtus och familjen sköldlussteklar.
Artens utbredningsområde är:
- Brunei.
- Filippinerna.

Inga underarter finns listade i Catalogue of Life.